# Иньямбане (город)
Иньямба́не (порт. Inhambane) — город в Мозамбике. Является административным центром одноимённой провинции.

## География

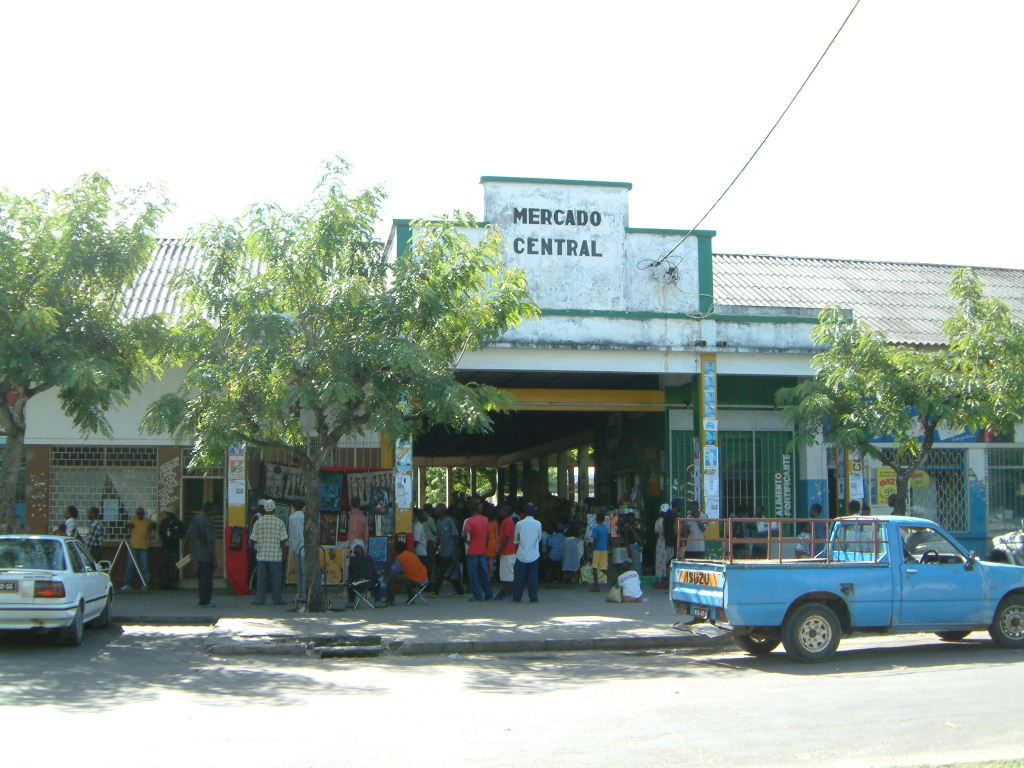
Центральный рынок Иньямбане

Город Иньямбане находится на юго-востоке Мозамбика, на побережье Индийского океана. Численность населения города составляет 64 918 человек (на 2008 год). Океанский порт, в настоящее время используемый преимущественно для рыболовства.

## История
Иньямбане был основан в XI веке арабскими купцами как порт для торговли с внутренними районами Африки. К моменту появления здесь португальцев в конце XV столетия Иньямбане превратился в крупный прибрежный торговый центр. 10 января 1498 года здесь высадился Васко да Гама, назвавший это место Terra da Boa Gente — Страна дружелюбных людей. Появление постоянного португальского присутствия в этих местах связывают с 1727 годом, когда здесь обосновался капитан торгового корабля Бернарду Каштру Соариш. Это поселение стало местом нахождения португальского коменданта: «Вне стен форта были церковь, дом священника и несколько других маленьких домиков, в которых жили несколько метисов и чёрных христиан, составляющие гарнизон». В 1765 году генерал-губернатором Перейра ду Лагу населённый пункт был официально объявлен городом . 
В XVII—XVIII веках Иньямбане служил перевалочной базой в торговле слоновой костью, рабами и продовольствием (в наиболее прибыльные годы через этот порт вывозилось до 15 тысяч негров-рабов). Город рассматривается как первый португальский центр работорговли в Мозамбике. Известно, что в 1768 году отсюда было отправлено 100 слоновых бивней и 1500 рабов. Вплоть до 1898 года Иньямбане являлся административным центром колонии Мозамбик (затем столица была перенесена в Лоренсу-Маркиш). Во время гражданской войны в Мозамбике после обретения страной независимости Иньямбане не пострадал.
В настоящее время Иньямбане (наряду с городом Келимане) является крупным туристическим центром на побережье Мозамбика.

## Города-побратимы
Иньямбане состоит в дружеских взаимоотношениях со следующими городами-побратимами:
| Город  | Страна     | Дата | Ссылка |
| ------ | ---------- | ---- | ------ |
| Авейру | Португалия | 1989 |        |